# Хидден-Хилс
Хи́дден-Хилс (англ. Hidden Hills) — включённый город и закрытая община в округе Лос-Анджелес, Калифорния, США. Население по переписи 2000 года составляет 1875 человек. Город расположен в самой западной долине Сан-Фернандо. Это один из самых богатых городов США.

## История
Город был спроектирован и создан в 1950-х годах А. Е. Хенсоном, известным в Южной Калифорнии ландшафтным архитектором и разработчиком планов общин. Его ранние проекты включают города Роллинг-Хилс и Палос Вердес Эстейтс и особняк 1920-х Harold Lloyd Estate в Беверли-Хилс.

## География
Хидден-Хилс расположен на горах Сими-Хилс рядом с хребтом Санта-Моника и имеет координаты 34°10′03″ с. ш. 118°39′39″ з. д. (34.167557, −118.660918).
Хидден-Хилс защищён на севере заповедником и зелёной зоной заповедника «Верхний каньон Лас-Вирдженс», парками для конного спорта, пешеходного туризма и тропами для горной велосипедной езды. Это закрытая жилая община, общей площадью 4,28 кв. км. Начальная школа города является общедоступной. Неподалёку, к югу, располагается Национальный исторический памятник, с садами и музеем. Это рядом с бывшей мексиканской провинцией Калифорния и испанской Верхней Калифорнией, в настоящее время здесь шоссе 101.

## Демография
По данным переписи 2000 года, в городе насчитывалось 1875 человек, 568 семей и 506 семей, проживающих в городе. Плотность населения 138,5/km ². Расовый состав города: 88,70 % белые, 0,44 % чёрные и афроамериканцы, 0,12 % коренные американцы, 2,71 % азиаты, 1,55 % другие расы и 1,83 % от двух и более рас. 6,24 % населения латиноамериканцы любой другой расы.
Из 568 семей 50,4 % имели детей в возрасте до 18 лет, проживающих с ними, 81,7 % супружеских пар живущих вместе, 5,3 % разведённых женщин, а 10,9 % без семьи. 7,6 % всех домохозяйств состоят из отдельных лиц и 3,2 % одиноких людей в возрасте 65 лет и старше. Средний размер домохозяйств 3,30, а средний размер семьи 3,39.
В городе 33,0 % населения в возрасте до 18 лет, 4,2 % с 18 до 24 лет, 20,9 % с 25 до 44 лет, 31,9 % от 45 до 64 лет и 10,1 % в возрасте 65 лет и старше. Средний возраст населения составил 40 лет. На 100 женщин приходится 92.7 мужчин. На каждые 100 женщин от 18 лет и старше насчитывалось 90.6 мужчин.
Средний доход на домашнее хозяйство составил $200000, как средний доход на семью. Мужчины имеют средний доход более $100000 и $41667 женщины. Доход на душу населения в городе составил $94096. Около 1,8 % семей и 3,5 % населения имели доход ниже прожиточного минимума, в том числе 2,3 % в возрасте ниже 18 лет и 2,7 % в возрасте от 65 лет и старше.

## Управление
В законодательном органе штата Калифорния Хидден-Хилс располагается в 23 округе Сената штата, представляемый демократом Шейлой Куэл и в 41 Собрании округов штата, представляемый демократом Джулией Браунли. Федерально, в конгрессе Калифорнии Хидден-Хилс расположен в 30 округе и представляется демократом, конгрессменом Генри Ваксманом. На президентских выборах 2004 года Джордж Буш получил 52 % голосов, в самом штате 44 %, в то время как Джон Керри получил 46 % и 56 % соответственно. На губернаторских выборах 2006 года Арнольд Шварценеггер получил более 72 % голосов, в то время как его соперник от Демократической партии Фил Ангелидес получил 25 % голосов.

## Городские службы
- Департамент шерифа округа Лос-Анджелес работает в Малибу, станция Лост-Хилс в Калабасасе обслуживает Хидден-Хилс.[5][6]

- Новая библиотека города Калабасас расположена рядом с городом.

- Станция шерифа Малибу-Лост-Хилс, Калабасас. DCS (недоступная ссылка — история).: экстренная телефонная служба округа Лос-Анджелес.